# Gamarús del Brasil
El gamarús del Brasil (Strix hylophila) és una espècie d'ocell de la família dels estrígids (Strigidae). Habita els boscos del Paraguai, sud-est del Brasil i nord de l'Argentina. El seu estat de conservació es considera de risc mínim.